# Hartmut Perschau
Hartmut Jörg Heinz Perschau (ur. 28 marca 1942 w Gdańsku, zm. 25 lipca 2022 w Bremie) – niemiecki polityk, samorządowiec i wojskowy, od 1989 do 1991 poseł do Parlamentu Europejskiego III kadencji, minister w rządach Saksonii-Anhaltu i Bremy.

## Życiorys
Syn maklera morskiego i sprzedawcy, wychowywał się w Hamburgu. Po ukończeniu szkoły średniej od 1960 służył w brygadzie pancernej Bundeswehry, był młodszym oficerem ds. politycznych i relacji publicznych. Z wojska odszedł w stopniu majora, później awansowany na pułkownika rezerwy. Został też m.in. członkiem zarządu stacji radiowej Radio Bremen.
W 1970 wstąpił do Unii Chrześcijańsko-Demokratycznej (CDU). Związał się początkowo z hamburskim oddziałem partii, którym kierował od 1975 do 1980. W latach 1974–1989 należał do parlamentu Hamburga, gdzie kierował frakcją CDU. W 1986, 1987 i 1991 bezskutecznie ubiegał się o urząd burmistrza. W 1989 wybrano go do Parlamentu Europejskiego III kadencji. Przystąpił do grupy Europejskiej Partii Ludowej, został wiceprzewodniczącym Delegacji do Wspólnego Zgromadzenia Porozumienia między państwami Afryki, Karaibów i Pacyfiku oraz EWG (AKP-EWG).
W 1991 odszedł z PE w związku z objęciem stanowiska ministra spraw wewnętrznych w rządzie Saksonii-Anhaltu kierowanym przez Wernera Müncha. Utracił stanowisko w 1993 w związku z dymisją całego gabinetu. Następnie związał się z oddziałem CDU w Bremie. W 1995 został senatorem (członkiem władz tego kraju związkowego), odpowiedzialnym za ekonomię, małe i średnie przedsiębiorstwa, technologię i sprawy europejskie w gabinecie Henninga Scherfa. W 1997 po odejściu Ulricha Nöllego przeszedł na stanowisko ministra finansów i pierwszego zastępcy burmistrza. Od 2003 odpowiadał za kulturę, ekonomię i porty. W lipcu 2004 zrezygnował z funkcji z powodów zdrowotnych. Zasiadł w parlamencie Bremy, w którym kierował frakcją CDU. Był także wiceprzewodniczącym CDU w Saksonii-Anhalcie (1994–1995) i w Bremie (2000–2010) oraz przewodniczącym w Altmarkkreis Salzwedel. Zasiadał w Bundesracie jako zastępca członka (1991–1993, 1995–1997) i członek (1997–2004). Z końcem 2009 zrezygnował z mandatu i wycofał się z polityki.

## Życie prywatne
Był żonaty, miał dwie córki.